# San Vito (Costa Rica)
San Vito (spanyol kiejtés: [sam ˈbito]), eredetileg San Vito de Java, Costa Rica Puntarenas tartományában található Coto Brus kanton egyik kerülete és székhelye is egyben. Kb. 271 kilométerre (168 mérföldre) délkeletre helyezkedik el a fővárostól, San José-tól, és közel van a panamai határhoz.

## Toponímia
Ellentétben a népszerű vélekedéssel, a San Vito név nem utal Vito Sansonetti nevére, aki a terület egyik első tulajdonosa volt, hanem az olasz Szent Vitusnak tiszteleg, a falvak alapítójának, aki véletlenül ugyanazzal a névvel rendelkezett.
A "Jaba" név, a legenda szerint annak köszönhető, hogy egyszer a bevándorlók találkoztak egy panamai indiánnal a patak mellett, amint éppen San Vito felé tartott egy "jabával” (egy fa dobozból álló csomag) a hátán. A folyó állítólag erről kapta nevét.

## Történelem
San Vito 1952-ben alapították, azóta pedig Costa Rica Brunca régiójának fontos központjává vált.
San Vito kerületet 1965. december 10-én jött létre a 3598. törvény értelmében.
San Vito de Java egy külföldi mezőgazdasági kolonizációs folyamat eredménye volt, amit Costa Rica állam szervezett. A cél az volt, hogy külföldi telepesekkel telepítsék be az országot, valamint településeket akartak létrehozni kívülebb eső területeken. San Vito-t Európából, nagyrészt Olaszországból érkezett telepesek alapították.
1952-ben a háború után, az európai szociális válság közepette két testvér, Vito Giulio Cesar és Ugo Sansonetti szervezett egy olasz úttörőkből álló csoportot negyven különböző helyről, Trieszttől Taranto-ig, beleértve néhányakat Isztriából és Dalmáciából is.
Ez az olasz bevándorlás tipikus példa az irányított mezőgazdasági kolonizációra, hasonlóképpen más latin-amerikai területeken zajló folyamatokhoz. Az európai bevándorlókat az Comité Intergubernamental para las Migraciones Europeas (CIME) támogatta, azaz az Európai Migrációk Közintézményi Bizottsága.
Vito Sansonetti (1916-1999), tengerész, ő volt a kolonizációs cég (Società Italiana di Colonizzazione Agricola röviden SICA) megalapítója, emellett  ő folytatott tárgyalásokat a Costa Rica-i hatóságokkal, amit az Instituto de Tierras y Colonización (ITCO) képviselt. Testvére, Ugo Sansonetti, ügyvéd, San Vito-ban élt, a cég vezetője és ügynöke volt a régióban.
Korábban az területet egyszerűen Coto Brus néven volt ismert, amely az őslakosok eredeti neve volt. Abban az időben az ország nagyon érdekelt volt az új mezőgazdasági területek kibővítésében, azzal a céllal, hogy fejlesszék és diverzificálják a gazdaságot, valamint külföldi beruházásokat vonzzanak könnyű banki hitelek és területek ajándékozása révén.

## Földrajz
San Vito területe 74,88 km2 és magassága 1 009 méter.
A város egy magas fennsíkon található, nagyon egyenetlen terepen, tengerszint feletti 996 méteres magasságban a Talamanca-hegyvonulat lábainál. A szűk és gyorsan folyó Java folyó keresztezi San Vito peremét északkeletről délkeletre.
Geomorfológiai szempontból San Vito a Coto Brus-völgyben található, amely egy tektonikus aktivitás által kialakult mélyedés, és San Isidro-tól Panamáig terjed. A völgy konvergens, azaz a Coto Brus-völgy és azt átszelő Coto Brus-folyó találkozik a Valle del General területén, létrehozva a Térraba-folyó síkságát.
A kerületet hegylábak és egyenetlen fennsíkok jellemzik, így folyói egyenesek és gyorsak.
Éghajlatilag dél-csendes-óceáni éghajlati befolyás alatt áll, ami azt jelenti, hogy évi 3050 mm csapadék jellemzi és átlagosan évente 175 napon esik az eső. Az átlaghőmérséklet 23 °C, és van egy három hónapos száraz időszak december és március között. San Vitora hatással van a Csendes-óceán felől érkező nedvesség, ami a Térraba és Coto folyóvölgyeken át jut be a területre.
A vegetáció főként alacsonyan fekvő örökzöld nedves erdő, amely nedves területeken található, ahol a hőmérséklet 23 és 38 °C között van, tengerszint felett 1000 méterig. A fafajok közé tartozik többek között a mandula, a cedro amargo, a gavilán,  az espavel és a kativo.

## Demográfia
A 2011-es népszámlálás során San Vito lakossága 14 834 fő volt.
Van kivándorlás a fejlettebb területekre Costa Ricában vagy külföldre, és csökkent születési arány. Másrészről sok lakos ideiglenes, bizonyos termények (különösen a kávé) betakarításának szükségéhez igazodva élnek a területen.
San Vito lakosságának 51%-a férfi, míg 49%-a nő. Az emberek 56%-a tizenöt év alatti, és csak 5% van hatvanöt év felett, ami igen fiatal várossá teszi. A munkaképes korú emberek a teljes lakosság 39%-át teszik ki.
San Vito lakossága 49%-át képviseli Coto Brus kanton teljes lakosságának.
Nincs még egy ilyen hely Costa Ricában, amelyet ennyire erősen befolyásolt volna az olasz kultúra, bár az évek során jelentősen módosult más etnikai csoportok hozzájárulásaival: kreolok, guaymi őslakosok, ázsiaiak stb.